# Vuelta al Táchira 1986
La 21ª edición de la Vuelta al Táchira se disputó desde el 11 hasta el 22 de enero de 1986.
Perteneció al calendario de la Federación Venezolana de Ciclismo. El recorrido contó con 10 etapas y 1428 km, transitando por los estados Miranda, Carabobo, Lara, Portuguesa, Barinas, Mérida y Táchira.
El ganador fue el cubano Eduardo Alonso del equipo Selección de Cuba, quien fue escoltado en el podio por José Lindarte y Samuel Villamizar.
Las clasificaciones secundarias fueron; Eduardo Alonso ganó la clasificación por puntos y la clasificación por equipos la ganó Selección de Cuba.

## Equipos participantes
Participaron varios equipos conformados por entre 6 y 8 corredores, con equipos de Venezuela, Unión Soviética, Italia, República Dominicana, España, Cuba y Colombia.
| - Lotería del Táchira - OPE - Trujillo - Selección de Táchira - Selección de Barinas - Gobernación de Mérida - Asamblea Legislativa de Mérida - Selección de Carabobo | - Selección de Colombia - Selección de Unión Soviética - Selección de Italia - Selección de República Dominicana - Selección de España - Selección de Cuba |

## Etapas
| Etapa   | Fecha       | Recorrido                              | Km  | Ganador             | Lider             |
| Prólogo | 11 de enero | Circuito en Caracas                    | 4   | Fernando Correa     | Fernando Correa   |
| 1ª      | 12 de enero | Circuito en Caracas                    | 120 | Gregory Istchenko   | Roberto Rodríguez |
| 2ª      | 13 de enero | Los Teques - Valencia                  | 136 | Alberto-Max Salvini | Roberto Rodríguez |
| 3ª      | 14 de enero | Puerto Cabello - Barquisimeto          | 193 | Maurizio Balestri   | Roberto Rodríguez |
| 4ª      | 15 de enero | Acarigua - Barinas                     | 196 | Enzo Rivas          | Roberto Rodríguez |
| 5ª A    | 17 de enero | Mérida - Tovar                         | 112 | Gustavo Deschamps   | Roberto Rodríguez |
| 5ª B    | 17 de enero | CRI La Playa - Bailadores              | 10  | Fernando Correa     | Roberto Rodríguez |
| 6ª      | 18 de enero | Tovar - La Grita                       | 146 | Nerio Morales       | Roberto Rodríguez |
| 7ª      | 19 de enero | Circuito en San Cristóbal              | 100 | José Villamizar     | Roberto Rodríguez |
| 8ª      | 20 de enero | San Cristóbal - Peribeca - San Antonio | 113 | Hugo Cañizalez      | Roberto Rodríguez |
| 9ª      | 21 de enero | San Cristóbal - Santa Bárbara          | 150 | Osmany Álvarez      | Eduardo Alonso    |
| 10.ª    | 22 de enero | Santa Bárbara - San Cristóbal          | 150 | Gustavo Deschamps   | Eduardo Alonso    |

## Clasificaciones

### Clasificación general
| Posición | Ciclista          | Equipo              | Tiempo    |
|          | Eduardo Alonso    | Selección de Cuba   | 33:08:43  |
| 2º       | José Lindarte     | Lotería del Táchira | +00:00:43 |
| 3º       | Samuel Villamizar | Lotería del Táchira | +00:00:51 |
| 4º       | Bandera de ?      | Bandera de ?        |           |
| 5º       | Bandera de ?      | Bandera de ?        |           |
| 6º       | Bandera de ?      | Bandera de ?        |           |
| 7º       | Bandera de ?      | Bandera de ?        |           |
| 8º       | Bandera de ?      | Bandera de ?        |           |
| 9º       | Bandera de ?      | Bandera de ?        |           |
| 10º      | Bandera de ?      | Bandera de ?        |           |

### Clasificación por puntos
| Posición | Ciclista       | Equipo       | Puntos |
|          | Eduardo Alonso | Bandera de ? |        |
| 2°       | Bandera de ?   | Bandera de ? |        |
| 3°       | Bandera de ?   | Bandera de ? |        |

### Clasificación de la montaña
| Posición | Ciclista      | Equipo       | Puntos |
|          | Nerio Morales | Bandera de ? |        |
| 2°       | Bandera de ?  | Bandera de ? |        |
| 3°       | Bandera de ?  | Bandera de ? |        |

### Clasificación de las Metas Volantes
| Posición | Ciclista       | Equipo       | Puntos |
|          | José Balaustre | Bandera de ? |        |
| 2°       | Bandera de ?   | Bandera de ? |        |
| 3°       | Bandera de ?   | Bandera de ? |        |

### Clasificación sub-23
| Posición | Ciclista | Equipo | Tiempo |
|          |          |        |        |
| 2°       |          |        |        |
| 3°       |          |        |        |

### Clasificación por equipos
| Posición | Equipo            | Tiempo |
|          | Selección de Cuba |        |
| 2°       | Bandera de ?      |        |
| 3°       | Bandera de ?      |        |